# Pafnucy
Pafnucy – imię męskie pochodzenia egipskiego, pierwotnie wywodzące się jednak od koptyjskiego papnute, paphnuti – „człowiek Boży, sługa Boży”. Według innego źródła imię ma pochodzenie greckie.
W Polsce imię pozostaje rzadkie. W styczniu 2024 w rejestrze PESEL, wśród publicznie dostępnych danych, wykazano 2 mężczyzn o imieniu Pafnucy nadanym jako imię pierwsze oraz 5 mężczyzn noszących imię Pafnucy jako imię drugie.
Pafnucy imieniny obchodzi 21 marca, 19 kwietnia, 11 września, 24 września i 29 listopada.

## Imię Pafnucy w innych językach[5]
- łacina – Paphnutius
- angielski – Paphnutius
- francuski – Paphnuce
- hiszpański – Pafnucio
- niemieckl – Paphnutius
- rosyjski – Pafnutij
- słoweński – Pafnucij
- włoski – Pafnuzio.